# István Friedrich
István (Stephan) Friedrich, född 1 juli 1883 i Malacka, död 25 november 1951 i Vác, var en ungersk politiker.
Friedrich studerade ingenjörsvetenskap i Budapest och Charlottenburg, var en tid anställd som ingenjör hos AEG i Berlin och uppsatte 1908 en liten maskinfabrik utanför Budapest. År 1912 blev han medlem av det oppositionella partiet under Mihály Károlyi. Vid första världskrigets utbrott blev Friedrich internerad i Frankrike men lyckades fly till Ungern och deltog i kriget som artilleriofficer. Tillsammans med Károlyi tog han en framstående del i händelserna kring revolutionen 1918 och blev i Károlyis revolutionsregering statssekreterare hos krigsministern. Under intryck av revolutionsrörelsens bolsjevikisering under Béla Kun blev Friedrich motrevolutionär och anslöt sig till det konservativa partiet. Under ungerska sovjetrepubliken blev han häktad och dömdes till döden men lyckades undkomma. Som en av huvudorganisatörerna av motrevolutionen, lät Friedrich häkta Gyula Peidls regering och blev själv ministerpresident augusti-november 1919. Han gjorde i denna egenskap landet stora tjänster under rumänernas framfart i Ungern. Under påtryckning av ententemakterna trädde Friedrich tillbaka men blev krigsminister i Károly Huszárs regering 1919-20 och var den ledande vid det kristligt-nationella partiets bildande 1919. Från och med nationalförsamlingen 1920 gick Friedrichs politiska utveckling alltmera åt höger. Han tillhörde en tid Gyula Andrássys så kallade legitimistparti och bildade slutligen 1922 ett ungerskt fascistparti. Därefter deltog Friedrich i flera, delvis fantastiska politiska strävanden och stod från 1931 tämligen isolerad. Från sin plats i representantkammaren förde han en ivrig men föga framgångsrik agitation mot István Bethlen.